# Orlica-Hütte (Adlergebirge)

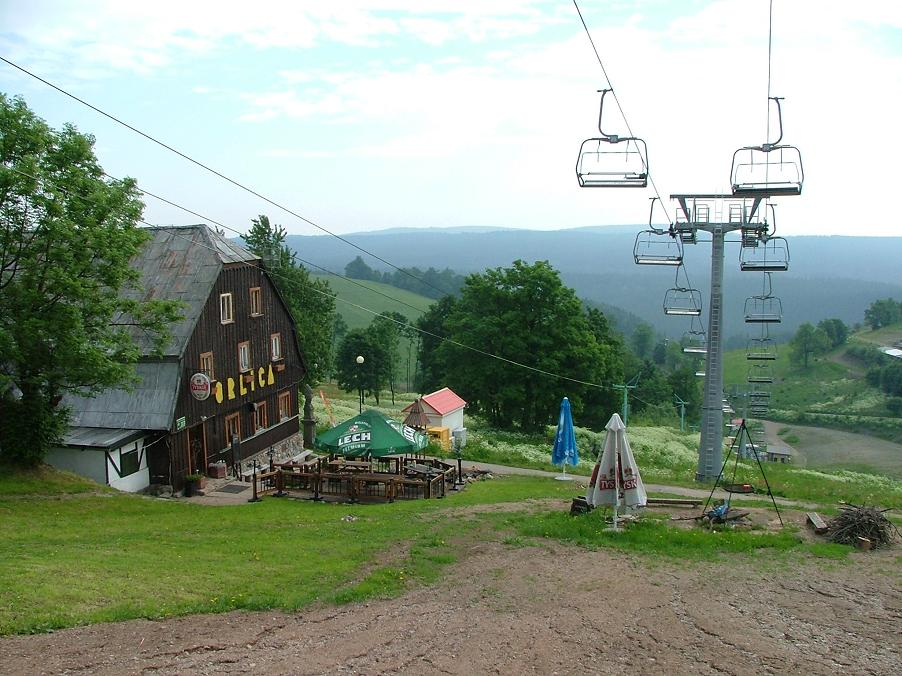
Aussicht

Die Orlica-Hütte (polnisch Schronisko PTTK „Orlica“) liegt auf einer Höhe von 850 m n.p.m. in Polen im Adlergebirge, einem Gebirgszug der Sudeten, in Zieleniec.

## Geschichte
Die Hütte, die über mehrere markierte Wanderwege erreichbar ist, wurde 1956 errichtet. Sie wird von der PTTK betrieben.

## Touren
- Velká Deštná (1115 m)